# Dufferin
Dufferin es un municipio rural canadiense situado en la provincia de Manitoba.

## Superficie
Dufferin tiene una superficie de 916,11 km².

## Demografía
En 2021, tenía 2543 habitantes, una densidad poblacional de 2,8 hab./km², y 806 viviendas.